# Lucien Choury
Lucien Choury (Courbevoie, 26 de març de 1898 - Neuilly-sur-Seine, 18 de maig de 1987) va ser un ciclista francès, que es dedicà principalment al ciclisme en pista. Va córrer durant els anys 20 i 30 del segle xx.
Va prendre part en els Jocs Olímpics de París de 1924, guanyant una medalla d'or en la prova de tàndem, fent parella amb Jean Cugnot. En aquests mateixos Jocs va disputar també la prova de persecució per equips, junt a René Guillemin, René Hournon i Marcel Renaud, en què quedà quart i els 50 quilòmetres, en què es desconeix la seva posició final.

## Palmarès
- 1922
  - 1r al Gran Premi cicloesport de velocitat
- 1924
  -  Medalla d'or en Tàndem als Jocs Olímpics de París
- 1928
  - 1r als Sis dies de Saint-Étienne (amb Louis Fabre)